# Bandiera della Francia
La bandiera francese (in francese drapeau français o drapeau tricolore, "bandiera tricolore") è composta da tre bande verticali di pari dimensioni i cui colori sono, partendo dall'asta, blu, bianco e rosso.
Emblema nazionale della Quinta Repubblica, la bandiera è nata, sotto la Rivoluzione francese, dall'unione dei colori della città di Parigi (blu e rosso) e del colore della casata dei Borbone (bianco); negli anni a venire, con la caduta definitiva del sistema monarchico in Francia, il colore bianco venne attribuito a Giovanna d'Arco. Il blu era anche contenuto in epoca medievale e nella prima età moderna all'interno dello stemma reale. Oggi la bandiera è esposta su tutti gli edifici pubblici.

## Storia
Nei primi anni della Rivoluzione francese, i tre colori sono stati usati per la prima volta nella forma di una bandiera.
Nel luglio 1789, poco prima della presa della Bastiglia, che avvenne il giorno 14 dello stesso mese, una grande agitazione regna a Parigi. Una milizia è stata costituita, essa porta un segno distintivo, una coccarda a due colori composta dagli antichi colori di Parigi: il blu e il rosso. Il 17 luglio 1789 Luigi XVI si recò a Parigi per incontrare la nuova Guardia nazionale: essa indossava una coccarda blu e rossa, alla quale sembra che il marchese di La Fayette, comandante della Guardia, avesse fatto aggiungere il reale bianco. Nacque così la coccarda francese tricolore.
Durante la Prima Repubblica francese, la legge del 15 febbraio 1794 rende la bandiera tricolore il vessillo nazionale, con l'indicazione, sulla base delle raccomandazioni del pittore Jacques Louis David, del fatto che il blu deve essere collegato all'hampe (la configurazione originale prevedeva il rosso sul lato dell'asta).
Il XIX secolo ha visto l'avvicendarsi del bianco reale ai tre colori ereditati dalla Rivoluzione francese. La bandiera bianca è stata usata durante la Restaurazione francese: il Tricolore venne rimpiazzato dallo stendardo reale, bianco con i gigli, in uso prima della rivoluzione; ma Luigi Filippo di Francia, il "re-cittadino", ripristina la bandiera tricolore e impone il superamento del gallo gallico.
Durante la Rivoluzione del 1848, se la bandiera è stata adottata dal governo provvisorio, la bandiera rossa fu sventolata dal popolo sulle barricate come un segno di rivolta.
Sotto la Terza Repubblica, progressivamente ci fu consenso intorno ai tre colori. A partire dal 1880, le bandiere di rinuncia agli eserciti durante la celebrazione del 14 luglio è un grande momento di esaltazione del sentimento patriottico.
Se il conte di Chambord, pretendente al trono di Francia, non ha mai accettato la bandiera tricolore, i monarchici hanno finito per ricongiungersi durante la prima guerra mondiale.

### Bandiere del Regno di Francia
Prima della rivoluzione francese, la bandiera di fatto del Regno di Francia era il dizionario bianco della marina da guerra (XVII secolo - 1790); il drappo bianco era utilizzato anche sulle navi in presenza del re, mentre in presenza di membri della famiglia reale si utilizzava un drappo bianco disseminato di gigli d'oro, con lo stemma reale, gigli in campo blu. Prima ancora si utilizzavano, in epoca medievale e fino al XVI secolo, bandiere blu con i gigli d'oro.

### La bandiera nazionale oggi
Le costituzioni del 1946 e 1958 (articolo 2) hanno reso il tricolore la bandiera nazionale della Repubblica francese. Oggi, la bandiera francese può essere vista su tutti gli edifici pubblici. È utilizzata in occasione delle commemorazioni nazionali e gli onori le sono resi secondo un cerimoniale molto preciso. Quando il presidente francese parla in pubblico, la bandiera francese è spesso dietro di lui. A seconda delle circostanze, vi è anche la bandiera dell'Unione europea o la bandiera di un altro paese.

### Proporzioni
| Utilizzo    | FIAV | Blu / Bianco / Rosso | Bandiera |
| ----------- | ---- | -------------------- | -------- |
| Uso a terra |      | 1 / 1 / 1            |          |
| Uso in mare |      | 30 / 33 / 37         |          |
| Uso in mare |      | 20 / 20 / 60         |          |

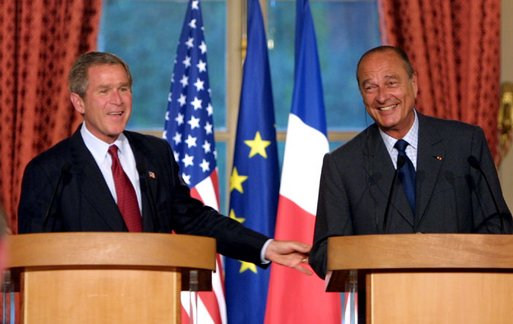
La bandiera televisiva con la banda bianca più stretta delle altre due

Una legge del 27 piovoso anno II – 15 febbraio 1794 – disponeva che la bandiera aveva «tre bande uguali disposte verticalmente»; questa disposizione è poi ripresa nell'articolo 2 della Costituzione francese del 1946 che riporta che la «bandiera nazionale ha tre bande verticali di uguali dimensioni»; la Costituzione francese del 1958 non precisa le dimensioni delle bande; le disposizioni precedenti sono quindi considerate sempre valide e non modificate.
Nella marina, le proporzioni delle bande sono diverse, la legge del 27 pluviôse an II, disponeva che le bandiere di bompresso e le bandiere ordinarie di poppa dovevano osservare l'«uso stabilito» e che la fiamma doveva avere la proporzioni: 1/5 blu, 1/5 bianco e 3/5 rosso; nel XIX secolo le proporzioni sono state fissate: per la bandiera navale: blu 30%, bianco 33%, rosso 37%; e per la fiamma: blu 20%, bianco 20% e rosso 60%.
Spesso, in caso di riprese televisive o discorsi del presidente della Repubblica o altre occasioni nelle quali la bandiera è inquadrata, si usa una particolare bandiera nella quale la banda bianca è più stretta delle altre due, per evitare che nelle immagini si veda solo la parte bianca della bandiera.

### Colori

Confronto di tonalità tra la bandiera in uso dal giugno 1976 al 12 luglio 2020 (i colori sono più chiari) e la bandiera originale della Rivoluzione, utilizzata dal 5 ottobre 1958 al giugno 1976 ed attualmente dal 13 luglio 2020 (i colori sono più scuri)

Nonostante tutte le leggi definiscano i colori della bandiera francese (blu, bianco e rosso), esse non ne precisano le sfumature; tuttavia delle consuetudini sono state prese e istituite per le bandiere ufficiali. I colori della bandiera navale sono più scuri della bandiera a terra.
«Il Presidente della Repubblica francese Valéry Giscard d'Estaing ha modificato la sfumatura del blu nel giugno 1976 al fine di renderla più "lisibile" o più "telegenica" (approssimativamente Pantone 286C), contemporaneamente il rosso diventava più vivo (approssimativamente Pantone 185C)». Il 13 luglio 2020, il presidente Emmanuel Macron, incoraggiato da Arnaud Jolens, direttore operativo dell'Eliseo, ha deciso di riportare il blu ed il rosso alle tonalità originali del 1794. Tuttavia finora il presidente non ha effettuato una disposizione ufficiale del cambio nel pantone pur utilizzando de facto il tricolore precedente al 1976 (con il blu marino al posto del blu cobalto) nelle cerimonie dell'Eliseo.
L'«Album des pavillons nationaux et marques distinctives», edito dallo SHOM, indica che i colori ufficiali della bandiera francese sono il bleu sombre e il rouge vif; più precisamente "Blu: Pantone 282c e CMYK 100.70.0.50" e "Rosso: Pantone 186c e CMYK 0.80.90.5".
Il sito France Diplomatie riporta(va) i seguenti colori: PANTONE Reflex Blue e PANTONE Red 032, rispettivamente RGB(0,85,164) e RGB(239,65,53), rispettivamente CMYK(100,80,0,0) e CMYK(0,100,100,0).
Le tabelle seguenti riportano le diverse combinazioni dei colori; da notare che le conversioni indicate da SHOM e France Diplomatie sono approssimate, in grassetto sono quindi indicati i codici colore sopracitati e le loro più precise conversioni.
| Schema   | Blu        | Bianco      | Rosso     |
| -------- | ---------- | ----------- | --------- |
| Pantone  | 286 C      |             | 185 C     |
| CMYK     | 100 75 0 0 | 0 0 0 0     | 0 93 79 0 |
| RGB      | 0 51 160   | 255 255 255 | 228 0 43  |
| HEX/HTML | #0033A0    | #FFFFFF     | #E4002B   |

| Schema   | Blu          | Bianco      | Rosso      |
| -------- | ------------ | ----------- | ---------- |
| Pantone  | 282 C        |             | 186 C      |
| CMYK     | 100 90 13 68 | 0 0 0 0     | 2 100 85 6 |
| RGB      | 4 30 66      | 255 255 255 | 200 16 46  |
| HEX/HTML | #041E42      | #FFFFFF     | #C8102E    |

| Schema   | Blu         | Bianco      | Rosso     |
| -------- | ----------- | ----------- | --------- |
| Pantone  | (295 CP)    |             | (1795 UP) |
| CMYK     | 100 70 0 50 | 0 0 0 0     | 0 80 90 5 |
| RGB      | 0 38 128    | 255 255 255 | 242 48 24 |
| HEX/HTML | #002680     | #FFFFFF     | #F23018   |

| Schema   | Blu           | Bianco      | Rosso     |
| -------- | ------------- | ----------- | --------- |
| Pantone  | Reflex Blue C |             | Red 032 C |
| CMYK     | 100 89 0 0    | 0 0 0 0     | 0 86 63 0 |
| RGB      | 0 20 137      | 255 255 255 | 239 51 64 |
| HEX/HTML | #001489       | #FFFFFF     | #EF3340   |

| Schema   | Blu         | Bianco      | Rosso     |
| -------- | ----------- | ----------- | --------- |
| Pantone  | (2145 XGC)  |             | (2347 U)  |
| CMYK     | 100 48 0 36 | 0 0 0 0     | 0 73 78 6 |
| RGB      | 0 85 164    | 255 255 255 | 239 65 53 |
| HEX/HTML | #0055A4     | #FFFFFF     | #EF4135   |

| Schema   | Blu         | Bianco      | Rosso       |
| -------- | ----------- | ----------- | ----------- |
| Pantone  | (P 102-8 C) |             | (2035 CP)   |
| CMYK     | 100 80 0 0  | 0 0 0 0     | 0 100 100 0 |
| RGB      | 0 51 255    | 255 255 255 | 255 0 0     |
| HEX/HTML | #0033FF     | #FFFFFF     | #FF0000     |

## Evoluzione cronologica
| Periodo                                                      | Bandiera nazionale | Bandiera di bompresso | Note |
| ------------------------------------------------------------ | ------------------ | --------------------- | --- |
| Regno di Francia (X-XII secolo)                              |                    |                       | |
| Regno di Francia (XII-XIII secolo)                           |                    |                       | |
| Regno di Francia (XIV-XVI secolo)                            |                    |                       | |
| Regno di Francia Ancien Régime (XVII secolo-1790)            |                    |                       | Bandiera con stendardo reale. Bandiera di bompresso dal 1624, data di fondazione della Marine royale |
| Regno di Francia Rivoluzione francese (1789-1791)            |                    |                       | Bandiere nazionali con i colori rivoluzionari dal 1789 (senza ordine predefinito) e bandiere navali dal 1790 al 1794 |
| Regno di Francia (1791-1792)                                 |                    |                       | |
| Prima Repubblica e Primo Impero (1792-1814)                  |                    |                       | Bandiera nazionale e navale in uso dal 1794 |
| Restaurazione francese (1814-1830)                           |                    |                       | Escluso il periodo dei Cento giorni, durante il quale ritorna in uso il tricolore del Primo Impero, fu usata la bandiera bianca |
| Monarchia di luglio (1830-1848)                              |                    |                       | Dal 1838 la bandiera di bompresso ha le bande di proporzioni diverse |
| Seconda Repubblica e Secondo Impero (1848-1870)              |                    |                       | La bandiera nazionale blu-rosso-bianco è stata istituita per errore dal 28 febbraio al 5 marzo 1848 |
| Terza Repubblica e Governo di Vichy (1870-1944)              |                    |                       | |
| France libre e Comitato di Liberazione (1940-1944)           |                    |                       | La bandiera di bompresso è tutt'oggi utilizzata dalle unità della Marine nationale che portano il nome di unità delle Forces navales françaises libres della seconda guerra mondiale |
| Governo provvisorio e Quarta Repubblica francese (1944-1958) |                    |                       | |
| Quinta Repubblica francese (dal 1958)                        |                    |                       | Il presidente Valéry Giscard d'Estaing ha modificato la sfumatura del blu nel giugno 1976 al fine di renderla più "lisibile" o più "telegenica". Il 13 luglio 2020, il presidente Emmanuel Macron, incoraggiato da Arnaud Jolens, direttore operativo dell'Eliseo, ha deciso di riportare il blu ed il rosso alle tonalità originali del 1794. Non è mai, tuttavia, stato imposto un obbligo di modifica della tonalità di colore agli edifici pubblici, dunque entrambe le bandiere sono considerate ufficiali. |

## Bandiere della Francia d'oltremare
Le dipendenze d'oltremare della Francia hanno come unica bandiera ufficiale la bandiera francese, essendo delle regioni d'oltremare; tuttavia, come per le regioni metropolitane anche quelle d'oltremare hanno una propria bandiera locale o regionale (a volte ufficiale a volte non ufficiale), che spesso, a torto, viene indicata come "bandiera nazionale", cosa che rappresenta un nonsenso visto che si tratta di regioni e collettività e non di nazioni.
Secondo la Société française de vexillologie, le bandiere d'oltremare sono:
Regioni d'oltremare
- Guadalupa • vedi bandiera di Guadalupa (non ufficiale)
  -  Guadalupa • vedi bandiera di Guadalupa (non ufficiale, variante rossa)
- Guyana francese • vedi bandiera della Guyana francese (adottata dal Consiglio Regionale della Guyana nel 2010)
- Martinica • vedi bandiera della Martinica (tradizionale, non ufficiale)
- Mayotte • vedi bandiera di Mayotte (non ufficiale)
- Riunione • vedi bandiera di Riunione (proposta, non ufficiale)

Statuti specifici
- Clipperton • vedi bandiera di Clipperton (ufficiale)
- Nuova Caledonia • vedi bandiere della Nuova Caledonia (bandiera Kanak riconosciuta)

Collettività d'oltremare
- Polinesia francese • vedi bandiera della Polinesia francese (ufficiale dal 1985)
- Saint-Barthélemy • vedi bandiera di Saint-Barthélemy (ufficiale)
  -  Saint-Barthélemy • vedi bandiera di Saint-Barthélemy (non ufficiale)
- Saint-Martin • vedi bandiera di Saint-Martin (ufficiale)
  -  Saint-Martin • vedi bandiera di Saint-Martin (non ufficiale, inesistente)[15]
- Saint-Pierre e Miquelon • vedi bandiera di Saint-Pierre e Miquelon (non ufficiale)
- Wallis e Futuna • vedi bandiera di Wallis e Futuna (non ufficiale)

Territori d'oltremare
- Terre Australi e Antartiche Francesi • vedi bandiera delle Terre australi e antartiche francesi (ufficiale dal 2007)